# Andrew Cramond
Pour les articles homonymes, voir Cramond.
Pas d'image ? Cliquez ici

a Compétitions nationales et continentales officielles uniquement.

b Matchs officiels uniquement.
Dernière mise à jour le 20 mai 2022.
Andrew « Andy » Cramond, né le 15 avril 1994 à Édimbourg, est un joueur écossais de rugby à XV jouant au poste de deuxième ligne.

## Biographie

### Carrière en club
Andrew Cramond est formé dans l'équipe d'Aberdeen Grammar avant de rejoindre le centre de formation d'Édimbourg Rugby. En 2014, il s'engage au RC Toulon où il dispute son premier match en Top 14 à Brive en septembre 2014. Ses trois saisons au sein du centre de formation varois lui permettent de bénéficier du statut de JIFF.
En février 2017, il rejoint la Section paloise en tant que joker médical d'Ibrahim Diarra. Après avoir rejoint Gloucester pour le début de la saison 2017-2018, il signe à Vannes en octobre 2017 en tant que joker médical de Javier Lagioiosa. En février 2018, il prolonge son contrat jusqu'en 2020.
En 2020, il s'engage pour deux saisons au Biarritz olympique. Après plusieurs commotions cérébrales, il est contraint de mettre un terme à sa carrière à l'âge de 28 ans.

### Carrière internationale
Il dispute deux Tournois des Six Nations en 2013 et 2014 et est sélectionné pour le Championnat du monde junior en 2014 avec l'équipe d'Ecosse des moins de 20 ans, totalisant 11 sélections.